# Leviola
Leviola termitophila es una especie de araña araneomorfa de la familia Mysmenidae. Es el único miembro del género monotípico Leviola. Es originaria de Angola.

## Descripción
Esta especie ha sido descubierta en un termitero de Cubitermes sp.